# Nocaute de genes
O nocaute (do inglês, knockout) ou inativação de um gene é uma técnica genética que consiste em bloquear a expressão de um gene específico num organismo (um rato, uma planta, uma levedura), substituindo o gene original em seu locus por uma versão modificada do mesmo, à qual se extraiu um ou vários exões para gerar uma versão não funcional, incapaz de produzir a proteína que codificava o gene original.